# NASCAR 2005: Chase for the Cup
NASCAR 2005: Chase for the Cup, popularmente conhecido simplesmente por NASCAR 2005, é a oitava edição da série de jogos eletrônicos EA Sports NASCAR. Foi desenvolvido pela EA Tiburon e lançado em 31 de agosto de 2004 para PlayStation 2 e Xbox e em 4 de setembro para o Nintendo GameCube. NASCAR 2005 é o primeiro jogo da série a tirar a palavra Thunder do título desde NASCAR 2001. Kevin Harvick, piloto do GM Goodwrench Chevy Monte Carlo nº 29, apareceu na capa substituindo Jeremy Mayfield que originalmente deveria estar na capa. Também marca a primeira vez que o PlayStation original foi excluído da programação da NASCAR. Esta foi a primeira edição da NASCAR a ser lançada exclusivamente em consoles domésticos de sexta geração.
Ao contrário das entradas anteriores, que normalmente adicionavam alguns recursos extras, mas deixavam a maior parte do jogo idêntica ao seu antecessor, o jogo trouxe grandes mudanças para a série. Um exemplo é a inclusão de outras séries da NASCAR além da NASCAR Cup Serie ; a Busch Series (renomeada como National Series devido aos regulamentos de publicidade de álcool, embora a série ainda seja referida no jogo como Busch Series pelo agente do jogador e Bill Weber ), a Craftsman Truck Series e a Featherlite Modified Series , além de produção carros e os protótipos Daytona da Rolex Sports Car Series . Mais exemplos incluem a implementação deO novo sistema de pontos Chase for the Cup da NASCAR e o modo Fight to the Top , onde o jogador controla um piloto personalizado ao longo de sua carreira, começando nas séries mais baixas e subindo a escada (semelhante à NASCAR: Dirt to Daytona ). Outra mudança é a ausência da visão do cockpit e a ausência de marcas e modelos da série Truck, que parecem ser Ford F-150 . Além disso, devido a negociações fracassadas com o licenciamento, o Pocono Raceway não está incluído. Este foi o último jogo da NASCAR lançado para o Nintendo GameCube . A partitura é composta por David Robidoux.

## Legado
O piloto da NASCAR, Ross Chastain, creditou a versão GameCube deste jogo por uma manobra durante o Xfinity 500 de 2022, na qual ele jogou seu carro contra a parede externa da pista para alcançar a velocidade sem precedentes de até 210 km/h, e ultrapassar vários pilotos. A manobra, que foi chamada pela mídia de "Manobra de Videgame de Chastain", resultou em 5 ultrapassagens numa única curva ara Chastain, além de dar a ele o recorde de volta mais rápida durante uma corrida da NASCAR Cup Series para Martinsville Speedway.